# Ки-Айкидо
Ки-айкидо (Син-син-тоицу айкидо (яп. 心身統一合氣道 синсин то:ицу айкидо:), англ. Shin Shin Tōitsu Aikidō, «айкидо с объединёнными сознанием и телом») — стиль айкидо, созданный Коити Тохэем, который объединяет айкидо с ки, развивает единство сознания и тела через практику айкидо совместно с ки-дыханием, ки-медитацией, киацу и мисоги.

## Истоки
Ки-айкидо берёт начало в следующих трёх школах, в которых обучался и достиг высокого мастерства Коити Тохэй.
- Итикукай додзё  (яп. 一九会道場), сэнсэй Хино (англ. Hino Sensei), ученик сэнсэя Огура Тэцудзю (англ. Ogura Tetsuju). Здесь практикуют метод развития воли и воспитания духа, встречи со смертью по самурайской традиции, который называется Сокусин но гё  (яп. 息心の行), или Мисоги но кокю хо  (яп. 禊の呼吸法). В течение трёх суток группа учеников, сидя на коленях в позе сэйдза, выполняет удары особыми колокольчиками, сопровождая их выкрикиваниями. Это очень тяжёлая и изнуряющая процедура. Перед посещением Итикукай сэнсэй Тохэй практиковал трёхдневную дзэн-медитацию в храме Дайтоку-дзи в Киото.
- Айкидо Айкикай, основатель сэнсэй Морихэй Уэсиба  (яп. 植芝盛平). В айкидо Коити Тохэй прогрессировал так быстро, что уже через полгода занятий никто, кроме самого Уэсибы не мог бросить его. Уэсиба назначил его главным инструктором штаб-квартиры Айкикай, а впоследствии присвоил высший, 10-й дан, подразумевая совершенство его понимания айкидо. Коити Тохэй был первым, кто начал распространять айкидо за пределами Японии. В 1953 году по просьбе Уэсибы он предпринял поездку на Гавайи, где заложил первое зарубежное додзё айкидо. В дальнейшем Коити Тохэй многократно посещал США и Европу. Одновременно с обучением айкидо Коити Тохэй продолжал свои поездки в Киото, где в течение недели он сначала три дня проводил в дзэн-медитации, а затем три дня — практикуя мисоги с колокольчиками в Итикукай. После этих занятий он заметил, что его айкидо становилось лучше, эффективнее. Причину он нашёл в том, что усталость не давала ему напрягаться во время выполнения приёмов, а спокойное сознание позволяло ясно видеть и понимать своих оппонентов, а значит, быть хладнокровным и адекватным к атакам.
- Син-син-тоицу до,  (яп. 心身統一道), или японская йога. Основатель — сэнсэй Тэмпу Накамура  (яп. 中村天風). Накамура просил Тохэя быть его преемником, но тот отказался, ссылаясь на то, что уже обещал то же самое Уэсибе. В ки-айкидо Тохэй ввёл то, что было утрачено в айкидо — объединение сознания и тела, концепцию ки. Во многих текстах сэнсэй ссылается на то, что после смерти Уэсибы были утрачены принципы ки. Благодаря Накамуре Коити Тохэй развил учение ки, которое начал внедрять в практику айкидо. Ещё при жизни Уэсибы Тохэй начал практиковать ки-айкидо. Существует история, что однажды, будучи на Гавайях, Тохэй за полночь засиделся с друзьями. Уэсиба сделал ему замечание, что «духи» не войдут в него завтра на тренировке. На следующий день на демонстрации и тренировке Тохэй был на высоте, чем сильно удивил Уэсибу.

## Четыре основных принципа
- Удерживайте единую точку в центре тяжести (внизу живота, на вершине лобковой кости) (принцип ума).
- Расширяйте ки (принцип ума).
- Полностью расслабьтесь (принцип тела).
- Опустите каждую частицу тела вниз, к центру тяжести (принцип тела).

## Ки-айкидо в России
Ки-айкидо попало в Россию в середине 1990-х годов; в это время появилось сразу несколько независимых друг от друга школ, отличающихся по методикам и подходам в тренировках.

### Российская объединённая федерация ки-айкидо
По согласованию с Тохэем было образовано «Дальневосточное общество изучения ки», и официальным представителем стиля ки-айкидо в России стал Ю. Б. Степанов. С 2001 года он представляет Россию на тренировках в Японии. 25 июня 2008 года президент организации «Ки-но-кенкюкай» Синъити Тохэй утвердил организацию в качестве «Российской объединённой федерации ки-айкидо». На ежегодных семинарах принимает участие более 150 человек, организованы многочисленные детские группы. Несколько человек стали обладателями 1-го дана.
В Москве в 2000 году образовался филиал общества под руководством Ю. Б. Степанова. В 2002 году был организован ки-класс, появилась детская группа. В 2003 году в Москве впервые был проведён, в котором участвовало 40 человек, в том числе группа энтузиастов из Рыбинска. С ноября 2004 года занятия в отдельной группе ведёт А. Вишняков Андрей. В 2012 году в Москве открылся Центральный зал Российской Федерации ки-айкидо, занятия в котором ведет вице-президент российской федерации ки-айкидо А. А. Мазнев. К 2015 году в Москве насчитывалось шесть залов ки-айкидо.

### Федерация ки-айкидо Восточной Европы и России
Основатель данной школы — И. Н. Остроумов. В январе-феврале 1999 года была установлены официальные отношения с Международным обществом Ки и начаты занятия по ки-айкидо. В октябре 1999 года в Санкт-Петербурге состоялся первый семинар по ки-айкидо под руководством сэнсэя Ф. Кампилло. 11 июня 1999 года создана Федерация ки-айкидо Санкт-Петербурга (в дальнейшем — Общество ки Западной России). С 2003 года наставник и куратор федерации — сэнсэй Дэвид Шанера. 25 июня 2008 года президент федерации «Ки-но-кенкюкай» Сиънити Тохэй утвердил организацию в качестве «Федерации ки-айкидо Восточной Европы и России».
Усилиями федерации изданы книг:
- Раглиони Д. Ки-айкидо. Путь объединения сознания и тела;
- Куртис К. Ки-айкидо на Мауи;
- Куртис К. Освобождение. Беседы об айкидо;
- Тохей К. Ки в повседневной жизни;
- Шанер Д. С попутным ветром по жизни.

Ки-Айкидо в Нижнем Новгороде.
В 1995 году было решено создать группу Ки-Айкидо в Нижнем Новгороде. Группа занималась 3 года самостоятельно, и в 1998 году получила официальное признание от Йошигасаки Сенсея, который одобрил проведение семинаров и аттестаций в группе. Первым человеком, приехавшим в Нижний Новгород, был Фабьен Кампилло, после него в группе постоянно проводились семинары с участием европейских мастеров - Маурицио Фрецца, Май Эдман, Джузеппе Рульони, Маурицио Вольпе, Джанни Джоконто. Участники группы постоянно ездили на семинары под руководством Йошигасаки Сенсея. Руководитель группы, Данилов Евгений, стал учидеши у Йошигасаки Сенсея, и до сих пор является официальным представителем школы в России и имеет 4 дан Син Син Тойцу Айкидо и Окуден Син Син Тойцу До. В настоящий момент группа занимается небольшим составом  и делает акцент не на количество людей, а на качество обучения.

## Ки-айкидо в Европе
В 1980-х годах Коити Тохэем назначил Йошигасаки Кэндзиро  куратором по открытию додзе в Европе. В 2003 году Кэндзиро создал «Ki No Kenkyukai International», которая открывает додзё по ки-айкидо в различных странах мира. Организация насчитывает более 20 000 членов и 130 клубов, преимущественно в Европе, но также в Африке, Южной Америке и России. Каждый клуб является полноправным её членом и никакой клуб не «стоит» над каким-либо, то есть отсутствует организационное или какое-либо другое подчинение. Перед смертью  Коичи Тохея по согласованию с ним (как утверждают некоторые, но что опровергают наследники Коичи Тохея) Йошигасаки Сенсей стал руководителем своей собственной школы. 
В России под руководством Йошигасаки Сенсея с 1998 года было создано несколько клубов. Часть из них переметнулась к другим учителям, часть осталась по настоящее время. До сих работают два клуба - в Нижнем Новгороде и Москве. 
Федерация ки Великобритании основана сэнсэем Кеннетом Уильямсом, который является её президентом и техническим директором.